# Feuquières
Feuquières är en kommun i departementet Oise i regionen Hauts-de-France i norra Frankrike. Kommunen ligger i kantonen Grandvilliers som tillhör arrondissementet Beauvais. År 2022 hade Feuquières 1 396 invånare.

## Befolkningsutveckling
Antalet invånare i kommunen Feuquières
| Referens: INSEE |